# Cornufer latro
Espèce
Synonymes
- Platymantis latro Richards, Mack & Austin, 2007

Statut de conservation UICN

 LC  : Préoccupation mineure
Cornufer latro est une espèce d'amphibiens de la famille des Ceratobatrachidae.

## Répartition
Cette espèce est endémique des îles de l'Amirauté en Papouasie-Nouvelle-Guinée. Elle se rencontre entre 5 et 296 m d'altitude sur les îles Manus, Los Negros, Rambutyo et Pak.
Elle vit généralement dans les plaines.

## Description
Les mâles mesurent de 32,0 à 38,3 mm et les femelles de 52,4 à 58,3 mm.

## Publication originale
- Richards, Mack & Austin, 2007 : Two new species of Platymantis (Anura: Ceratobatrachidae) from the Admiralty Archipelago, Papua New Guinea. Zootaxa, no 1639, p. 41-55.